# Dinko Fabris
Dinko Fabris je bivši hrvatski vaterpolist i državni reprezentativac. Igrao je na mjestu vratara.
Igrao je za dubrovački VK Jug od 1925. godine do 1933. godine. Od 1935. opet je igrao, nakon čega je opet prekinuo aktivno natjecanje. Ponovo se natjecao nakon drugog svjetskog rata, kad je osvojio naslove prvaka 1946., 1949. i 1950. godine.
Igrao je u prvom povijesnom sastavu jugoslavenske reprezentacije. Nastupio je u Beogradu na 1. slavenskom prvenstvu 1927. godine te na EP u Bologni iste godine.